# Oval BA

## Oval BA

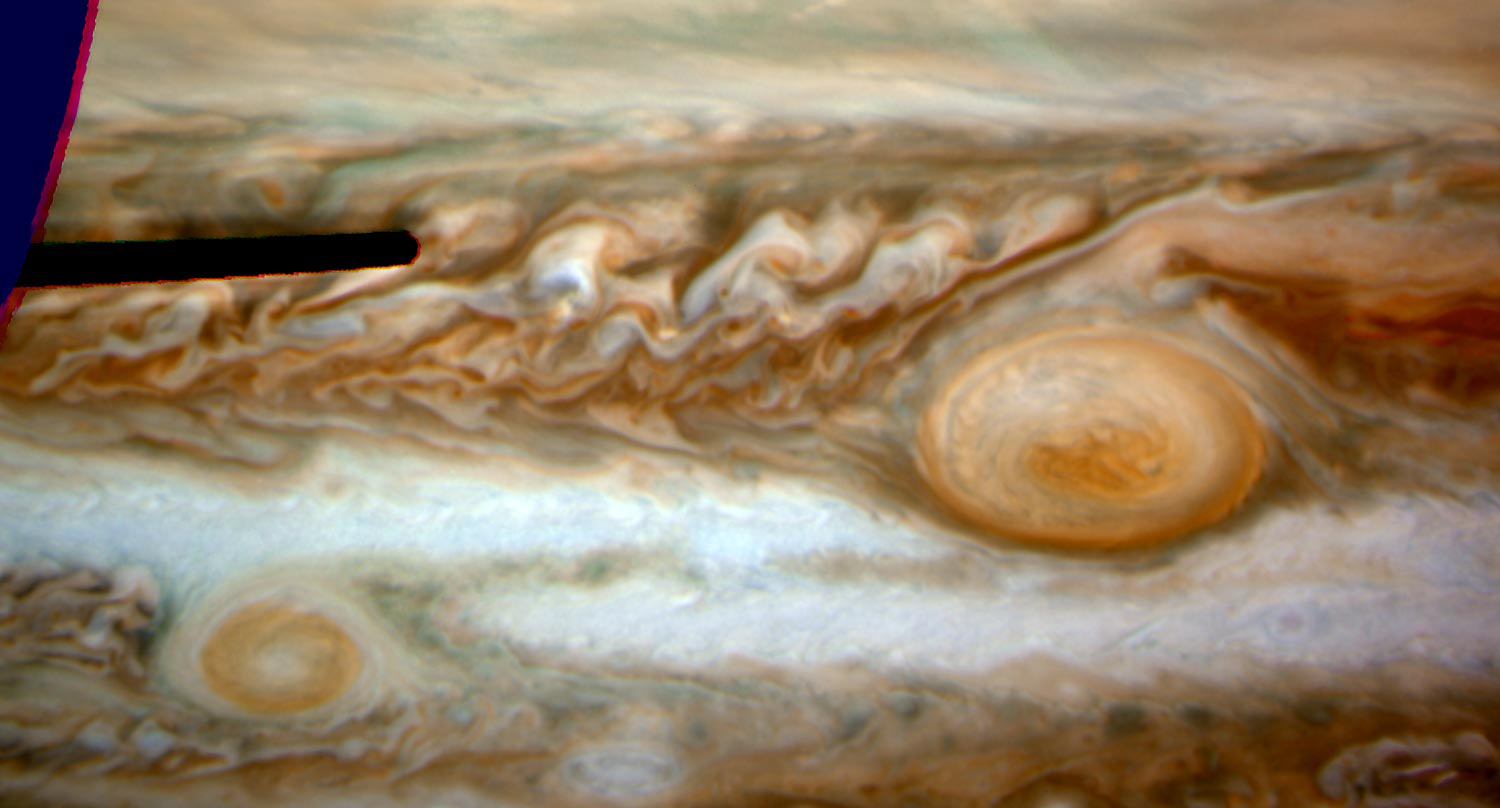
Imagem da Oval BA (à esquerda).

Oval BA é o nome oficial de uma tempestade vermelha localizada no hemisfério sul de Júpiter, similar em formato, embora menor, à Grande Mancha Vermelha. Por ser menor do que a GRS, foi apelidada de "Mancha Vermelha Júnior" ou "Pequena Mancha Vermelha Júnior". Uma característica do Cinturão Temperado Meridional, a Oval BA foi observada pela primeira vez em 2000 após a fusão de três tempestades ovais brancas, e, desde então, o vórtice resultante se intensificou.
As ovais brancas que formaram a Oval BA datam de 1939, quando a Zona Temperada Meridional foi afetada por manchas escuras que efetivamente dividiram a zona em três longas seções. Elmer J. Reese, um observador de Júpiter, nomeou as seções escuras de AB, CD e EF. As manchas aumentaram em tamanho, diminuindo os segmentos restantes da STZ nas ovais FA, BC e DE. As Ovais BC e DE fundiram-se em 1998, criando a Oval BE. Em março de 2000, as ovais BE e FA fundiram, criando a Oval BA.

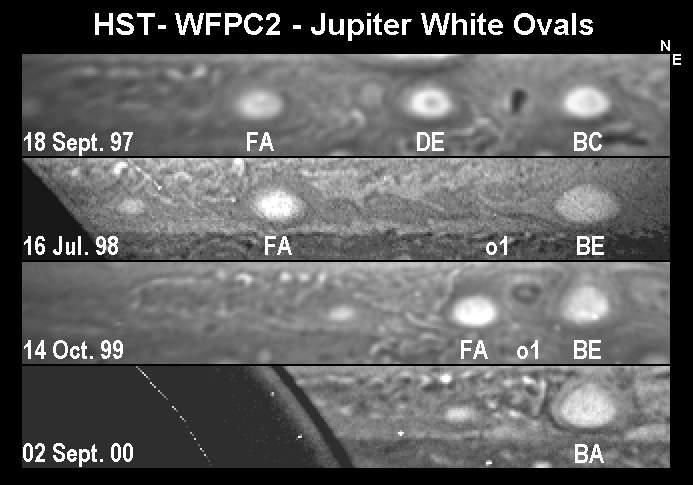
Formação da Oval BA a partir das três ovais brancas.

A cor da Oval BA começou a mudar para o vermelho em agosto de 2005. Em 24 de fevereiro de 2006, o astrônomo amador filipino Christopher Go descobriu a mudança de cor, notando que a Oval BA tinha adquirido um matiz similar ao da Grande Mancha Vermelha. Como resultado, Dr. Tony Phillips da NASA sugeriu que a Oval BA fosse chamada de "Mancha Vermelha Jr." ou "Vermelha Jr."
Em abril de 2006, uma equipe de astrônomos, acreditando que a Oval BA poderia ter se fundido com a Grande Mancha Vermelha no mesmo ano, observou as tempestades através do Telescópio Espacial Hubble. As tempestades passam próximas entre si a cada dois anos, mas as passagens de 2002 e 2004 não produziram nada excitante. Dr. Amy Simon-Miller da Goddard Space Flight Center previu que as tempestades fariam a passagem mais próxima em 4 de julho de 2006. Em 20 de julho, as duas tempestades foram fotografadas pelo Observatório Gemini sem convergência.
Não se sabe o motivo da mudança de cor da Oval BA para vermelho. De acordo com um estudo de 2008 pelo Dr. Santiago Pérez-Hoyos da Universidade do País Basco, o mecanismo mais provável é uma difusão, em direção à parte superior da atmosfera e interior do vórtice, de um composto colorido ou um vapor que pode interagir com os fótons solares de alta energia nos níveis superiores da Oval BA.
A Oval BA está ficando mais forte, de acordo com observações do Telescópio Espacial Hubble em 2007. Os ventos do vórtice alcançaram 618 km/h; aproximadamente o mesmo que os ventos na Grande Mancha Vermelha, e muito mais fortes do que os ventos nas ovais brancas progenitoras. Em julho de 2008, a Oval BA estava com um tamanho similar ao da Terra, ou cerca de metade do tamanho da Grande Mancha Vermelha.
A Oval BA não deve ser confundida com outra tempestade jupiteriana, a "Pequena Mancha Vermelha", que adquiriu uma cor vermelha em maio de 2008. A Pequena Mancha Vermelha convergiu com a GRS no final de junho e, no início de julho de 2008, foi destruída em pedaços pela última, com os pedaços remanescentes se fundindo com a GRS posteriormente. Durante este encontro, a Oval BA estava presente nas proximidades, mas aparentemente não teve nenhum papel na destruição da Pequena Mancha Vermelha.